# Braunschweig-Klasse (2008)
Die Klasse 130 (nach dem Typschiff auch Braunschweig-Klasse genannt) ist eine Kriegsschiffklasse der Deutschen Marine. Die bisher fünf Korvetten bilden das 1. Korvettengeschwader im Marinestützpunkt Warnemünde. Der Schiffstyp ersetzt die kleineren Flugkörperschnellboote der Gepard-Klasse (143A) und kann bei weltweiten Einsätzen Aufgaben übernehmen, die zuvor mit höherem Personalaufwand von größeren Einheiten erfüllt wurden.
Die Hauptaufgaben der Korvetten sind Überwachung und Aufklärung der Überwasserlage sowie Bekämpfung von Zielen auf See und an Land. Einsatzgebiete sind insbesondere Randmeere und Küstengewässer. Die Schiffe verfügen über Sensoren zur Fernmelde- und elektronischen Aufklärung (SIGINT) und zur abbildenden Aufklärung (IMINT). Die Hauptbewaffnung ist der landzielfähige Seezielflugkörper RBS15 Mk3. Sekundäre Fähigkeiten der Korvetten sind das Potenzial zum Stören der gegnerischen Kommunikation und der Einsatz als Minenleger.
Die Indienststellung des Typschiffs Braunschweig fand am 16. April 2008 statt.
Der Plan zur Beschaffung fünf weiterer Einheiten wurde im Herbst 2016 bekanntgegeben und der Bauvertrag am 12. September 2017 unterzeichnet.

## Namensgebung
Die Schiffe sind nach deutschen Städten benannt, die ansonsten keine direkte Verbindung zur Marine besitzen. Somit soll eine Verankerung der Marine im ganzen Land vorangebracht werden. Bis auf Ludwigshafen am Rhein wurden alle Namen bereits zuvor von deutschen Kriegsschiffen geführt. Die Klassenbezeichnung Braunschweig-Klasse wurde erstmals vor über 100 Jahren von Linienschiffen der Kaiserlichen Marine getragen (Braunschweig-Klasse); damals wohlgemerkt nach dem Herzogtum Braunschweig.
Auch die Schiffe des 2. Bauloses sind allesamt traditionsreiche Namen in den Deutschen Marinen. So war bereits eine Dampfkorvette Lübeck 1848 für die neu aufgestellte Reichsflotte, die erste Deutsche Bundesflotte, gekauft worden. Alle Namen der Schiffe des zweiten Loses wurden bereits von Einheiten der Bremen-Klasse getragen.

## Entwicklung

### Anfänge
Das Ressortkonzept von 1995 sah 15 Korvetten als Ersatz für die Schnellboote der Klassen 143 und 143A vor. Die Realisierung ließ weniger aus Geldmangel denn aus konzeptionellen Auffassungsunterschieden im Führungsstab der Marine und der Rüstungsabteilung auf sich warten. Erst im Juni 1998 begann die Definitionsphase, die dann am 13. Dezember 2001 zur Unterzeichnung des Beschaffungsvertrages für den Bau von fünf Einheiten der Korvette Klasse 130 (K130) im Bundesamt für Wehrtechnik und Beschaffung (BWB) führte. Auftragnehmer war die ARGE K130, die sich aus drei Werften zusammensetzte. Die Fr. Lürssen Werft in Bremen baute jeweils das Hinterschiff, die Nordseewerke Emden das Vorderschiff und Blohm + Voss in Hamburg die Aufbauten. Beim Zusammenfügen der vorausgerüsteten Fertigungsblöcke wechselten sich die Partner ab, wobei die jeweilige Werft auch für Endausrüstung und Ablieferung verantwortlich war.
Bereits vor 2009 war geplant, eine weitere Korvettenklasse K131 zu beschaffen. Diese Planungen gingen in das Mehrzweckkampfschiff 180 und dann in die Niedersachsen-Klasse über.

### Bauverzögerung und Einführung

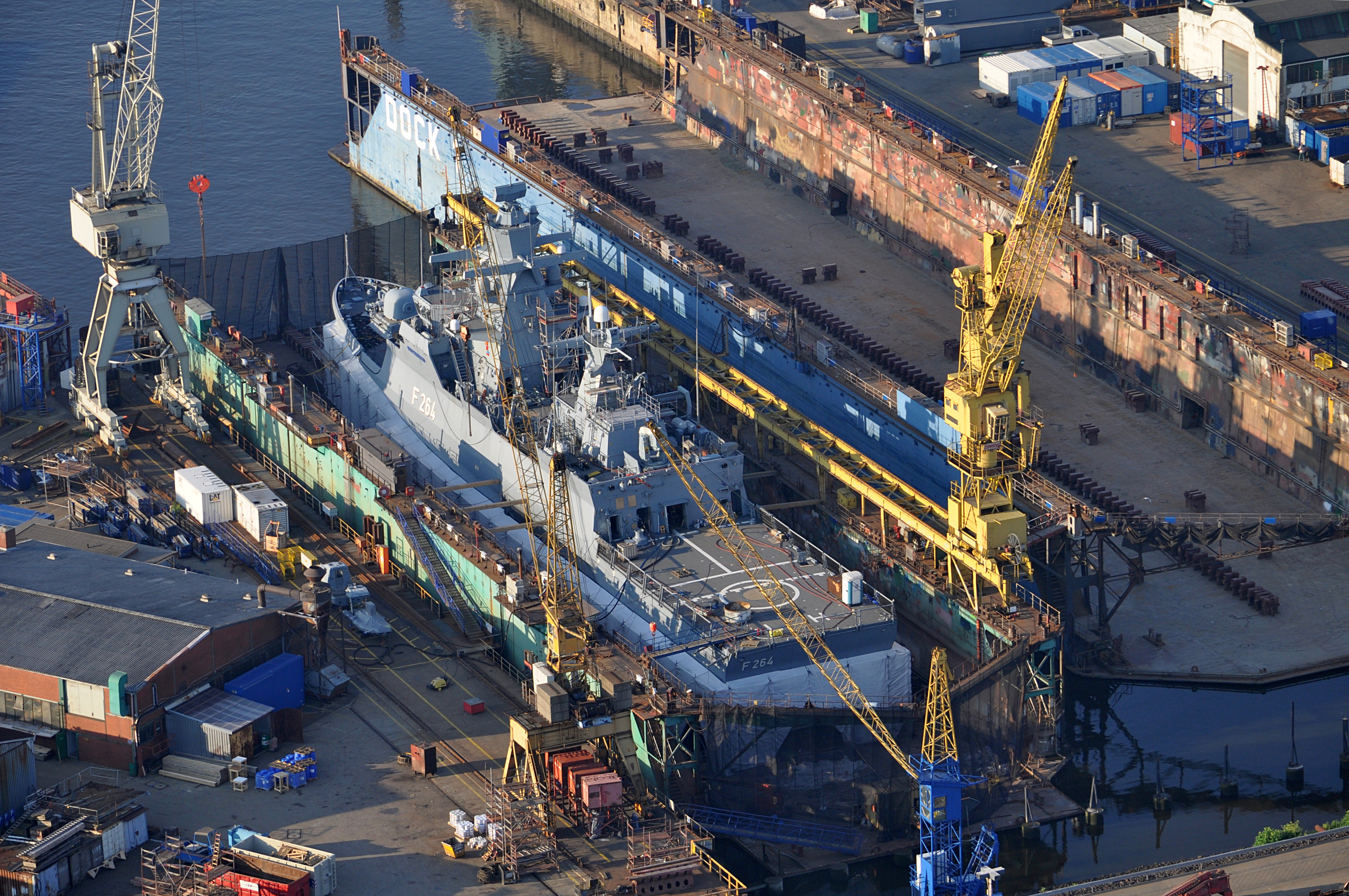
Die Ludwigshafen am Rhein 2013 in der Norderwerft

Nach der Abnahme der ersten beiden Korvetten 2008 verzögerte sich deren Nutzung und die Indienststellung der weiteren Schiffe aufgrund technischer Störungen und Mängel erheblich. Insbesondere die Leistung der Maschine, die Funktion der Ruderanlage sowie der computergesteuerten Bordsysteme erfüllten die von der Marine geforderten Parameter nicht und mussten überarbeitet werden. Bei der Braunschweig ereignete sich auf einer Probefahrt im Nord-Ostsee-Kanal zudem eine Grundberührung mit der steinernen Kanalböschung, die schweren Schaden an einem der beiden Propeller verursachte. Ersatzteile für die Reparatur wurden von den anderen im Bau befindlichen Korvetten herangezogen, was wiederum deren Fertigstellung hinauszögerte.
Allein durch erhebliche Mängel an dem vom Schweizer Hersteller MAAG gelieferten Getriebe entstanden Verzögerungen von drei Jahren. Im Jahr 2009 mussten alle Schiffe der Baureihe stillgelegt werden. Bei einer Testfahrt der Oldenburg verursachte eine lose Schraube einen schweren Getriebeschaden. Daraufhin erhielten alle Korvetten modifizierte Getriebe.
Im Februar 2011 wurde bei einer Erprobungsfahrt der Magdeburg vor der Küste Norwegens festgestellt, dass sich im Schiff Schimmel und Schwitzwasser bildeten, weil bei der Konstruktion der Klimaanlagen Fehler gemacht worden waren. Dies führte dazu, dass alle fünf Korvetten erneut überarbeitet werden mussten. Nach Angaben des Fernsehmagazins Panorama soll es bei Werfterprobungsfahrten Ende Mai 2011 Probleme mit den Kupplungen der Getriebe auf den Korvetten Oldenburg und Ludwigshafen am Rhein gegeben haben.
Im Juni 2012 wurden weitere Probleme öffentlich. Durch die Isolierung der Abgasanlagen wurde beim Betrieb Formaldehyd ausgedünstet, wenn das Schiff im ABC-Verschlusszustand war. Da es in diesem Zustand zu einer Überschreitung von Grenzwerten kam, durfte der Maschinenraum nur mit Atemschutzmaske betreten werden. Dies war dem Bundesamt für Wehrtechnik und Beschaffung (BWB) bereits bei der Übernahme der Boote bekannt; bei der nächsten Werft-Instandsetzung war ein Austausch der Isolierung geplant. Mittlerweile sind die Maschinenräume im Sinne des Arbeitsschutzes ohne Schutzausrüstung begehbar. Zusätzlich wurde bekannt, dass an der Flugkörperbewaffnung noch Nachbesserungen erforderlich waren.
Im September 2012 lief die Magdeburg zur Teilnahme an der Operation UNIFIL in das östliche Mittelmeer aus und nahm damit als erste Korvette der Klasse 130 an einem Auslandseinsatz teil.
Die Ludwigshafen am Rhein wurde am 21. März 2013 als letzte Korvette des ersten Loses mit etwa sechs Jahren Verspätung in Dienst gestellt. Der Rüstungsbericht des Bundesverteidigungsministeriums vom Frühjahr 2016 nennt für die ersten fünf Schiffe eine Kostensteigerung von 117 Mio. Euro oder 12 % gegenüber der ursprünglichen Veranschlagung.
Unter Leitung des Bundesamtes für Ausrüstung, Informationstechnik und Nutzung der Bundeswehr (BAAINBw) wird auch nach der Einführung des Typs an Weiterentwicklungen und Nachrüstungen gearbeitet. So gab es eine Initiative zur Verbesserung des Eigenschutzes aufgrund des bisher fehlenden Feuerleitradars und schwere Maschinengewehre mit Beschussschutz wurden nachgerüstet. Ein weiteres Thema ist die Erhöhung der Unterbringungskapazität für Personal.

### Zweites Baulos
Bis 2016 sah die Planung einen Bedarf für fünf weitere Korvetten ab dem Jahre 2030 vor. Nachdem eine verzögerte Auftragserteilung für die geplante Niedersachsen-Klasse bekannt geworden war, verkündeten am 14. Oktober 2016 die beiden Sprecher der Regierungsfraktionen im Haushaltsausschuss des Bundestages, Eckhardt Rehberg (CDU) und Johannes Kahrs (SPD), den Plan zur Beschaffung fünf zusätzlicher Schiffe der Braunschweig-Klasse für zusammen 1,5 Milliarden Euro. Bis 2019 sollten zwei, bis 2023 alle fünf Schiffe in Dienst gestellt werden. Grund für die Neubeschaffung seien die neuen sicherheitspolitischen Herausforderungen im Ostseeraum, im Mittelmeer und in globaler Hinsicht. Daraus resultierende NATO-Forderungen an Deutschland, fünf Korvetten teilweise in höchster Einsatzbereitschaft bereitzustellen, seien im Juli 2016 erstmals bekannt geworden. Um einen schnellen Projektablauf zu erreichen, soll der Auftrag im Verhandlungsverfahren ohne Aufruf zum Wettbewerb an die Lieferanten des ersten Bauloses erteilt werden. Um bei allen zehn Korvetten einen einheitlichen Bauzustand zu erreichen, werden bei den älteren Schiffen Obsoleszenzen beseitigt.
Die Beschaffung des zweiten Loses wurde teilweise kontrovers diskutiert, da im letzten Rüstungsbericht der Bundeswehr kein Bedarf von fünf weiteren dieser Einheiten angegeben wurde und zudem in Kahrs Wahlkreis in Hamburg die Schiffe bei Blohm und Voss gebaut würden. Die am Vergabeverfahren nicht beteiligte Werft German Naval Yards erwirkte im Mai 2017 bei der Vergabekammer des Bundes in erster Instanz einen Stopp des Verfahrens.
Nachdem vom Haushaltsausschuss die Finanzmittel freigegeben worden waren, fand die Vertragsunterzeichnung zwischen dem BAAINBw und dem Werftenkonsortium am 12. September 2017 statt. Die Werft German Naval Yards, die den Bau zuvor verhindert hatte, wurde in das Baukonsortium (Arge K130) aufgenommen; die Ablieferung der Schiffe an die Deutsche Marine soll im Zeitraum von 2022 bis 2025 stattfinden.
Der Bau zweier Vorschiffe findet bei der federführenden Lürssen-Werft in Bremen statt, die restlichen drei Vorschiffe werden bei German Naval Yards in Kiel hergestellt und vorausgerüstet. Die fünf Hinterschiffe werden bei der zur Lürssen-Gruppe gehörenden Peene-Werft in Wolgast gefertigt. Die Zusammenfügung der Segmente, die Endausrüstung der Korvetten sowie deren Inbetriebnahme, Erprobung und Übergabe an die Marine finden bei Blohm + Voss in Hamburg statt. ThyssenKrupp Marine Systems (TKMS) führt ergänzend Konstruktionsleistungen durch.
Am 18. Juli 2018 billigte Bundesministerin der Verteidigung Ursula von der Leyen den Vorschlag der Marine, die fünf neuen Korvetten Köln, Emden, Karlsruhe, Augsburg und Lübeck zu taufen. Damit verbunden ist eine Patenschaft der Städte mit dem jeweiligen Schiff, die allesamt Namen erhalten, die bereits Schiffe der Bremen-Klasse trugen. Der erste Stahlschnitt der Köln erfolgte im Februar 2019, die Kiellegung im April desselben Jahres. Die Fertigstellung von Vor- und Hinterschiff soll 2020, die erste Werftprobefahrt im August 2022 und die Auslieferung der Köln an die Deutsche Marine dann im November des gleichen Jahres erfolgen. Die weiteren Kiellegungen sollen in oben genannter Reihenfolge sukzessive bis Dezember 2020 erfolgen.
Statt des TRS-3D-Radars des ersten Bauloses erhalten die Schiffe des zweiten Loses das neuere Modell TRS-4D Rotator, ebenfalls von Hensoldt, sowie statt des 76/62 Compact das 76/62 Super Rapid von Leonardo.

## Einsatzkonzept

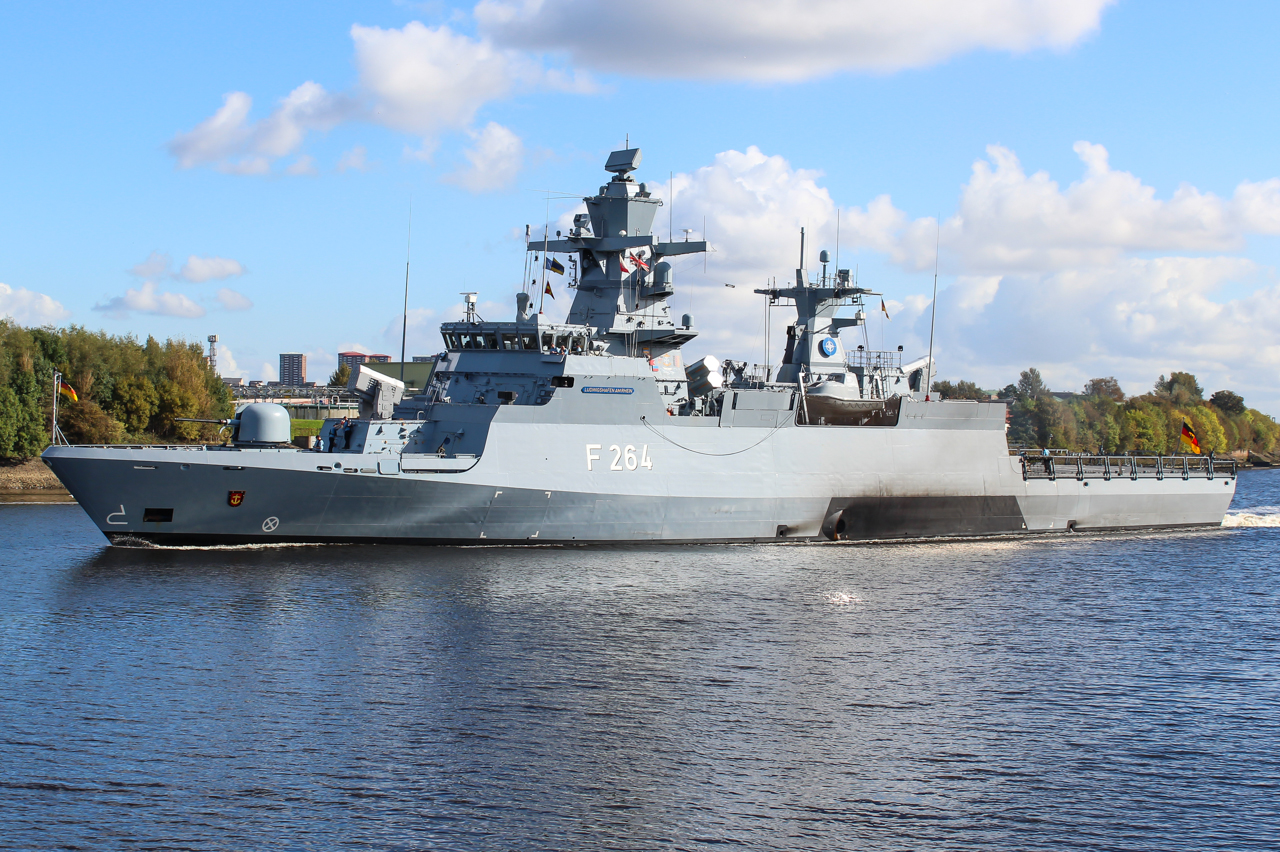
Die Ludwigshafen am Rhein mit RBS15-Flugkörpern hinter dem Hauptmast (Oktober 2016)

Gemäß dem vorläufigen Einsatzkonzept K130, das 2007 durch den damaligen Inspekteur der Marine erlassen wurde, sind die Korvetten der Klasse 130 dafür konzipiert, multinational und streitkräftegemeinsam sowie weltweit in Einsätzen zur internationalen Konfliktverhütung und Krisenbewältigung, einschließlich des Kampfes gegen den internationalen Terrorismus und die Piraterie, beizutragen. Dies schließt die Durchsetzung im Überwasserkampf höchster Intensität einschließlich der Bekämpfung von Zielen an Land ein. Die Korvetten sind dazu primär zur Seeraumüberwachung konzipiert worden, mit der Fähigkeit, Ziele an Land und auf dem Wasser anzugreifen.
Die K130 ist in Bezug auf die Größe ein neues Waffensystem für die Deutsche Marine. Sie erreicht nicht die hohe Geschwindigkeit der Schnellboote, hat jedoch ein stabileres Seeverhalten und eine bessere Ausdauer. Sie kann sieben Tage ohne Versorger auskommen. Bei Nachversorgung durch einen Tender erhöht sich die Seeausdauer auf 21 Tage. Über solche Fähigkeiten verfügten die Schnellboote der Gepard-Klasse nicht. Verglichen mit größeren Schiffen ist die Stehzeit dagegen gering. Die Fregatten der Brandenburg- und Sachsen-Klasse erreichen eine Seeausdauer von 21 Tagen ohne Nachversorgung, ein Typ-45-Zerstörer 45 Tage und ein Kreuzer der Ticonderoga-Klasse 60 Tage. Im Gegensatz zu größeren Einheiten ist die K130 personell lediglich als Zweiwachsystem konzipiert. Ein Dreiwachsystem über mehrere Tage ist möglich, belastet aber die Besatzung. Vor dem Hintergrund der höheren Belastung kalkuliert das 1. Korvettengeschwader mit 21 Tagen ununterbrochener Stehzeit auf See, bevor im optimalen Fall die Korvette für eine Erholungsphase von etwa 3 bis 5 Tagen einen Hafen anläuft.
Durch das für diese Klasse vorgesehene Mehrbesatzungskonzept können die Einsatzzeiten deutlich erhöht werden. Die An- und Abmarschzeiten in weit entlegene Seegebiete wie Mittelmeer oder Indischer Ozean finden seltener statt und fallen daher weniger stark ins Gewicht. Eine Rekordmarke setzte die Erfurt am 11. Juni 2016, als sie nach erst 17 Monaten in ihren Heimathafen Warnemünde zurückkehrte.

### Zielbild Marine 2035+
Vor dem Hintergrund des russischen Überfalls auf die Ukraine 2022 und der damit einhergehenden Orientierung der Bundeswehr hin zur Landes- und Bündnisverteidigung (LV/BV) veröffentlichte die Marine 2023 ein Zielbild für den Zeitraum ab 2035. Zum einen wird darin mehr als bisher auf kampfstarke Schiffe gesetzt, die tatsächlich in Seegefechten bestehen könnten. Zum anderen wird die konsequente Umsetzung einer durch 3 teilbaren Anzahl von Einheiten einer Schiffsklasse gefordert, um dem bewährten Konzept zu entsprechen, dass von drei Schiffen immer eines einsatzbereit, eines teilweise einsatzbereit und eines nicht einsatzbereit in der Werft ist. Deshalb sieht das Zielbild nur noch den Betrieb von sechs oder neun statt der bisher geplanten zehn Korvetten vor, die dann durch weitere, ggf. automatisierte Überwasserkampfsysteme (Future Combat Surface Systems) ergänzt werden sollen. Diese Planung wurde im Strategiepapier „Kurs Marine“ im Mai 2025 bestätigt.

## Technik

### Einsatzsystem

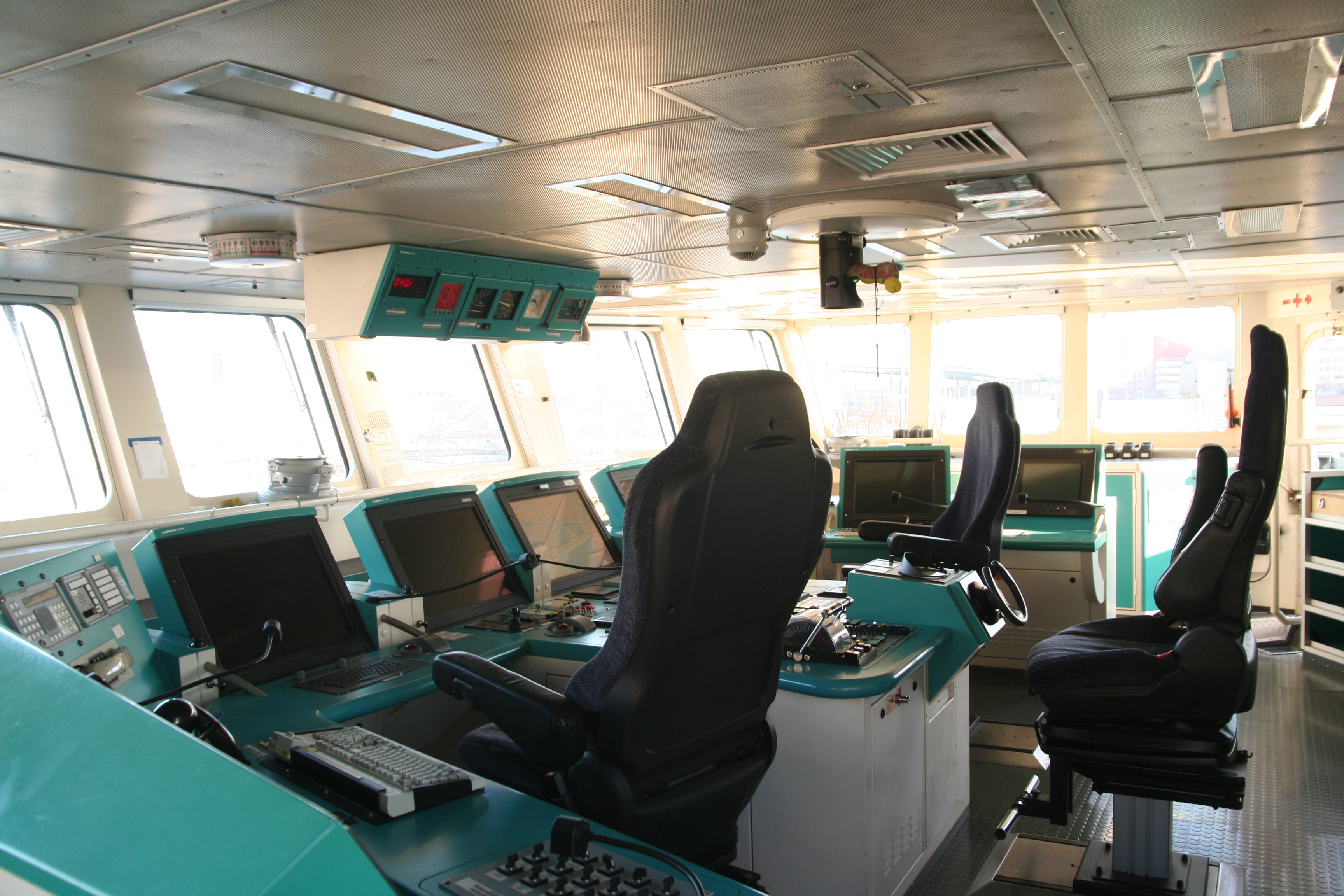
Brücke der Braunschweig

Das Combat Direction System (CDS) bildet als Führungssystem das „Gehirn“ der K130 und ist mit dem Aegis-Kampfsystem vergleichbar. Es besteht aus Konsolen, Interface-Rechnern und Netzwerken sowie Betriebssystemen und operationeller Einsatzsoftware. Das CDS basiert auf der erstmals bei den Fregatten der Sachsen-Klasse eingeführten voll verteilten Rechnerarchitektur. Das CDS steuert und kontrolliert auf Basis handelsüblicher Rechner (Commercial off-the-shelf, COTS) alle Waffen und Sensoren und verarbeitet vollautomatisch die Daten der eigenen Sensoren sowie externer Quellen, erstellt das Lagebild und bringt es zur Anzeige. Die von den erfassten Zielen ausgehende Bedrohung wird auf Basis von ESM-Aufschaltung, Kinematik, Emitterparameter, Position usw. vom CDS berechnet und angezeigt. Sensoren und Waffen können zu Funktionsketten verknüpft und vollautomatisch eingesetzt werden. Als bordeigene Sensoren stehen das TRS-3D-Radar, das SIGINT-System UL 5000 K, zwei EO/IR-Kameras vom Typ „Mirador“, zwei Navigationsradare und das IFF-Radar MSSR 2000I zur Verfügung.
Die Operationszentrale (OPZ) wird, erstmals auf deutschen Marineeinheiten, als Hellraum-OPZ gefahren. Dazu wurde ein neues Beleuchtungskonzept entwickelt. In der OPZ laufen alle verfügbaren Lageinformationen einschließlich die der Schiffstechnik zusammen und können auf sieben Multifunktions-Konsolen mit jeweils zwei 21"-TFT-Monitoren und einem Großbilddisplay angezeigt werden. Diese Konsolen sind voll redundant ausgelegt. Ein redundantes Realtime-Netzwerk sowie ein Non-Realtime-Netzwerk ermöglichen den digitalen Datenaustausch der Sensoren und Waffen mit den CDS-Konsolen in der OPZ und auf der Integrierten Brücke. Über einen zusätzlichen Videobus werden Videobilder der Sensoren und Waffen an alle angeschlossenen Konsolen und Workstations verteilt. Zusätzlich zur F124-Architektur wurde noch ein bordeigenes Intranet integriert, welches die an Bord vorhandenen Teilnetze der K130 miteinander verbindet.
Das Konzept der Integrierten Brücke der K130 basiert auf dem Konzept der Ein-Mann-Brücke moderner Handelsschiffe. Die auf der Brücke vorhandenen Geräte, Anzeigen und Bildschirme sind nach modernen ergonomischen Gesichtspunkten zu einer kompakten Anlage zusammengefasst. Neben der navigatorischen Lage werden die Schiffsdaten, alle Informationen aus dem schiffstechnischen Bereich sowie das komplette Lagebild des CDS auf den sechs Bildschirmen der Integrierten Brücke dargestellt.

### Sensoren

#### TRS-3D/16
Das TRS-3D/16 wurde von EADS gefertigt und arbeitet im C-Band (4–8 GHz). Das Radar besteht aus einer 1,2 m × 0,4 m kleinen rechteckigen Antenne an der Mastspitze, welche 340 kg wiegt. Die Antenne ist in der Vertikalen passiv phasengesteuert. Dazu wird das Sendesignal, welches in einer Wanderfeldröhre erzeugt wird, durch 16 Zeilen zu je 46 Modulen abgestrahlt. Das Radar führt eine Nebenkeulenunterdrückung durch und kann die Sendecharakteristik wie Pulslänge, Pulswiederholrate, Polarisation und Frequenz von Sendepuls zu Sendepuls ändern, wobei die Sendefrequenz durch Pseudozufall ausgewählt wird.
Das Radar hat zwei Plotextraktoren, einen für Luft-, den anderen für Bodenziele. Die Plotextraktoren können EloGM feststellen und wählen dann die am geringsten gestörte Frequenz aus. Das Radar kann Helikopter automatisch klassifizieren, besitzt aber sonst keine Fähigkeit zur nicht-kooperativen Zielidentifizierung (NCTI) oder Freund-Feind-Erkennung (IFF). Die Freund-Feind-Erkennung wird vom MSSR 2000I wahrgenommen, welches nicht Teil des TRS-3D ist. Das Radar kann bis zu 300 See- und Luftziele gleichzeitig verfolgen. Der Pencil-Beam-Radarstrahl deckt normalerweise 20° bis 70° in Elevation ab (short-range mode), kann aber auch eine breite Keule mit 7,5° im Azimut im Bereich von 0° bis 15° Elevation ausbilden (long-range mode). Im Überwachungsmodus gegen Flugzeuge werden sieben übereinander liegende Strahlpositionen von 0° bis 45° angewählt, mit variabler Sendeenergie. Das Radar kann die verschiedenen Sendemodi verschränken.
Tieffliegende Seezielflugkörper können in 15–20 km erfasst werden, Kampfflugzeuge auf 10° Elevation in etwa 60 bis 75 km, Seezielflugkörper auf 10° in etwa 42 km. Im Selbstverteidigungsmodus rotiert die Antenne mit 30/min, in clutterreicher Umgebung mit 17/min. Im Überwachungsmodus beträgt die Drehrate nur 10/min, dafür steigt die Ortungsreichweite gegen Kampfflugzeuge auf 110 km.

#### UL 5000 K

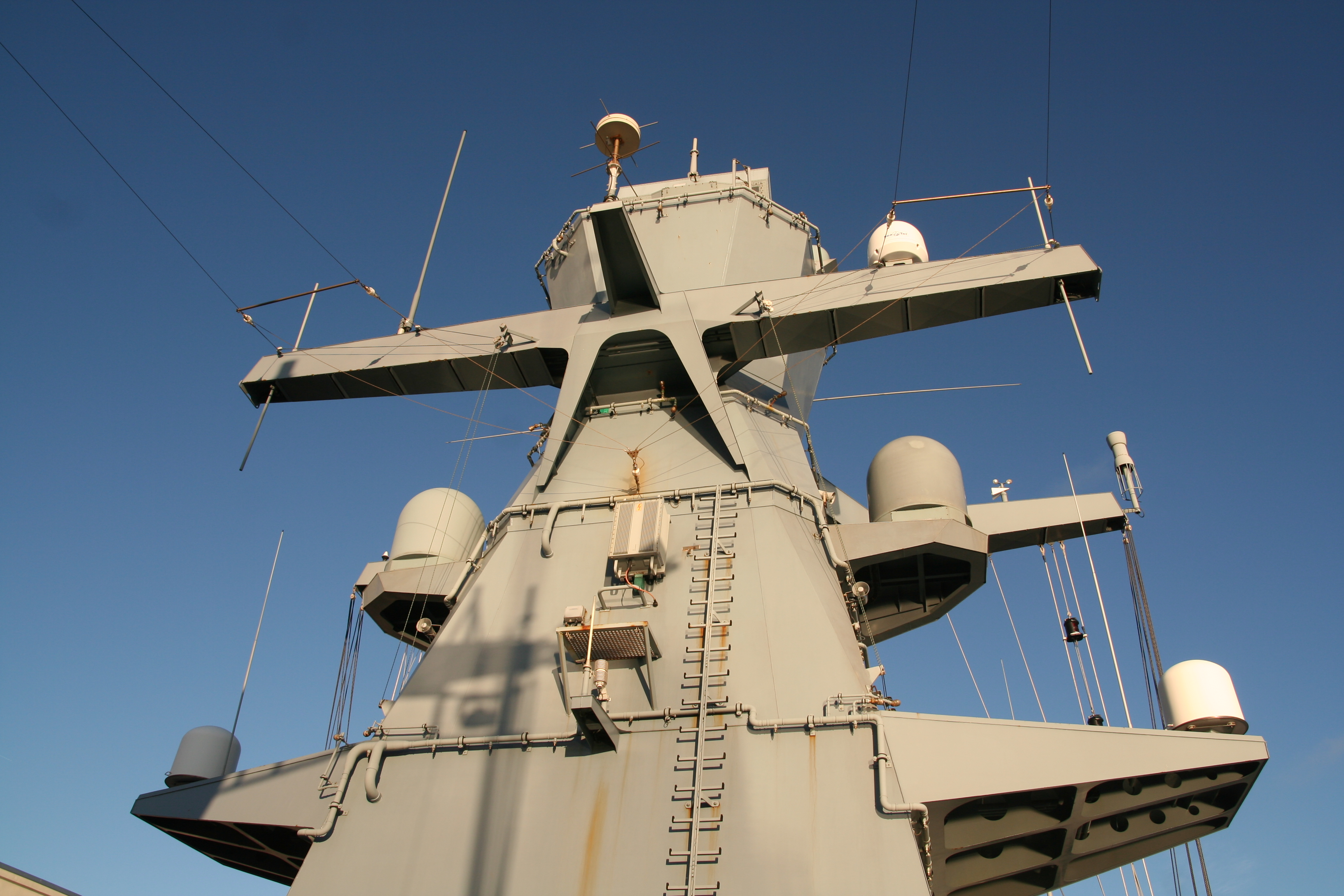
Hauptmast mit Kragen, darunter die Salinge mit Dipolen, unten die Radome

Das UL 5000 K ist ein System zur elektronischen Kampfführung, und vereint Fernmeldeaufklärung (COMINT), Elektronische Aufklärung (ELINT), Elektronische Unterstützungsmaßnahmen (EloUM) und Elektronische Gegenmaßnahmen (EloGM) in einem System. Der Antennenkomplex verwendet Systeme von EADS, der spanischen Firma Indra und der südafrikanischen Firma Grintek. Neben großzügiger Datenverarbeitungskapazität sind die Systeme Maigret 5000, SPS-N-5000, KJS-N-5000 und Einzelkomponenten von Telegon integriert.
Der Hauptmast, mit dem TRS-3D an der Spitze, ist darunter mit einem Kragen versehen. Dieser enthält sechs SPS-N-5000-Antennen für elektronische Aufklärung (ELINT) im Band von 2 bis 18 GHz. Die Peilgenauigkeit soll bei 2° liegen, die Empfindlichkeit der Antennen bei −80 dBm (10−11 Watt). Es ist denkbar, dass der Frequenzbereich darüber, bis zu 40 GHz, durch die kleinen Antennen unter den Radomen abgedeckt wird. Diese gehören ebenfalls zum SPS-N-5000 und bestehen aus einer horizontal rotierenden, senkrechten Spiralantenne. Diese SIGINT-Antennen für elektronische Aufklärung (ELINT) und Fernmeldeaufklärung (z. B. Ku-Band Radar oder Ka-Band SATCOM) haben eine Peilgenauigkeit von 1° RMS und eine Empfindlichkeit von mindestens −120 dBm (10−15 Watt). Unter dem Kragen sind, an den Salingen des vorderen und hinteren Mastes, Dipole installiert. Fünf Dipole decken das Frequenzband von 200 bis 1000 MHz (UHF-Band) ab. Der Frequenzbereich von 1,5 bis 200 MHz sollte (Stand 2006) durch Käfigantennen, und der von 1 bis 3 GHz durch einen tieferliegenden zweiten Kragen abgedeckt werden. Durch die hohe Empfindlichkeit können die Antennen auch Signale mit Low Probability of Intercept (LPI) Eigenschaften orten. Da der zweite Kragen nicht erkennbar ist, wurde vermutlich die Antennenanlage für 1–3 GHz auf den hinteren Mast ausgelagert, und der Frequenzbereich von 1,5–200 MHz durch auf dem Schiff verteilte Masten mit Stabantennen abgedeckt, um Emitter durch Triangulation anpeilen zu können. Der Antennenwald wird noch unübersichtlicher, weil auch HF-Antennen ergänzt wurden, um Peilfehler, die durch die Masse des eigenen Schiffs verursacht werden, zu kompensieren.

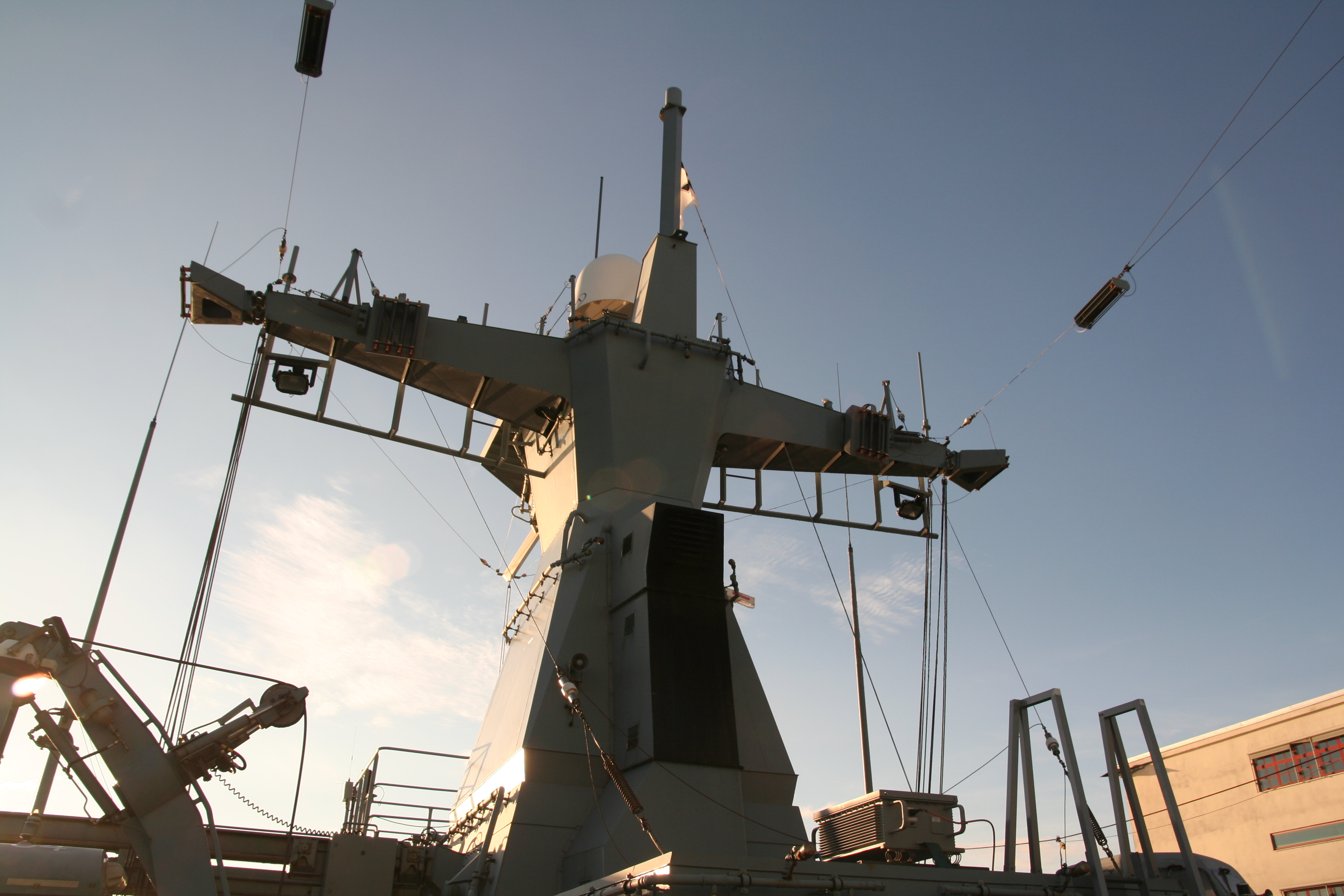
Achterer Mast mit Gitterantenne und Dipolen, dahinter weitere Stabantennen

Der KJS-N-5000-Störsender basiert auf dem Cicada R und arbeitet im Frequenzbereich von 6–18 GHz. Der Störsender stammt aus Deutschland von EADS, die Antenne von Indra. Das System verwendet entweder eine Phased-Array-Antenne oder eine Parabolantenne. Es können mehrere Ziele im Time-Sharing-Verfahren gestört werden. Dazu stehen DRFM-basierte Gate Pull-off-Techniken und gepulste Rauschstörungen zur Verfügung. Cicada R verwendet die zwei großen Radome back- und steuerbordseits des Hauptmastes. Ferner wurde das Kommunikationsstörsystem Cicada C integriert, welches an Land im Funkstörpanzer Hummel verwendet wird. Die Antennen, über das Schiff verteilte Dipole, stören zwischen 1 MHz bis 3 GHz, hauptsächlich im VHF- und UHF-Band.

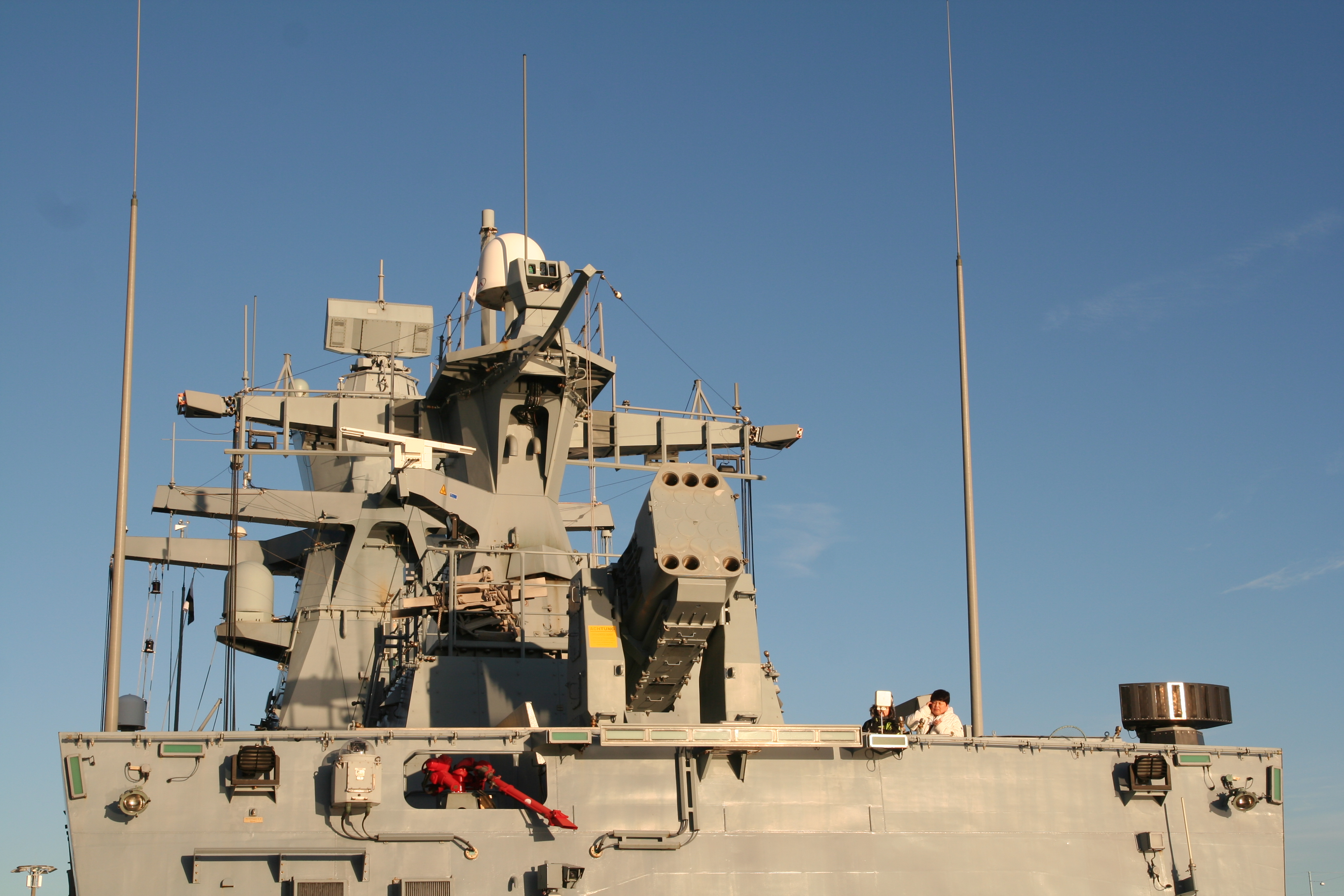
Antennenwald mit Stabantennen auf Masten; rechts im Eck der MASS-Werfer

Die Daten der Hochfrequenzanlage werden von einem RPA-2746-Prozessor verarbeitet, der 4 Millionen Pulse pro Sekunde verarbeiten kann, den Sender identifiziert und den Winkel zum Emitter über der Zeit darstellt. Die Signalverarbeitung der Fernmeldeaufklärung des Maigret 5000 arbeitet wie in den vorherigen Versionen: Um das Frequenzsprungverfahren zu überwinden, können bis zu eine Milliarde Kanäle pro Sekunde abgescannt und vier Kanäle parallel verarbeitet (das heißt abgehört) werden. Da auch die Richtung zum Signal ermittelt wird (möglicherweise mit 3,5° RMS), werden ESM und COMINT in einer Datenbank fusioniert. Um die Arbeitsbelastung des Operators zu senken, werden Nicht-Bedrohungen herausgefiltert. Es können bis zu 512 Emitter gleichzeitig verfolgt werden, welche durch eine Datenbank, die über 10.000 Einträge enthält, abgeglichen werden. Der Operator arbeitet mit einer Emitterdatenbank, die über 256 Einträge enthält, und durch eine Datenbank mit 144 Bedrohungs-Sendemodi ergänzt wird. Winkel, Abfangzeit, Amplitude, Frequenz, Pulsintervall, Pulsbreite und Suchmuster werden in Echtzeit bestimmt. Beim Absaugen von Datenströmen, auch mit LPI-Charakteristik, wird Winkel, Abfangzeit, Amplitude, Modulation, Kanalkodierung (möglicherweise auch Verschlüsselung), Kommunikations- und Netzwerkprotokoll bestimmt. Das System klassifiziert dann mit Hilfe einer mächtigen Datenbank die Datenlinks und Netzwerke, analysiert den Datenverkehr und ermittelt Rufzeichen. Alle gesammelten elektronischen Daten werden demoduliert und der Inhalt (Sprache, Daten, Bilder) in Massenspeichern abgelegt.
Um die Fernmelde- und Elektronische Aufklärung zu verbessern, werden alle aufgezeichneten Daten fusioniert. Emitter werden durch Triangulation und Target Motion Analysis (TMA) lokalisiert, und ihr Bewegungsvektor bestimmt. Eine Datenbank ermittelt dann das Bedrohungslevel.

#### Borddrohnen
[veraltet]
Seit Beginn der Planungen ist die Stationierung von ein bis zwei ferngelenkten Aufklärungsdrohnen je Korvette vorgesehen, die vom Hubschrauberdeck aus operieren sollen. Ihre Bedeutung liegt neben der Aufklärung und Zieldatengewinnung im Nahbereich in der besseren Ausnutzung der Fähigkeiten des Seezielflugkörpers RBS15 MK3, dessen Reichweite über den Sensorhorizont des Schiffes hinausreicht. Die weitreichende Aufklärung und Wirkung sollte den gegenüber den Schnellbooten bestehenden Geschwindigkeitsnachteil der Korvetten kompensieren.
2008 beendete die Marine erfolgreiche Tests der Hubschrauberdrohne vom Typ Camcopter S-100 der österreichischen Firma Schiebel. Es kam jedoch nicht zu einer Beschaffung. Ein neuer Beschaffungsprozess mit erweitertem Kandidatenfeld startete 2013 und sollte (Stand 2017) zu einer Stationierung im Jahr 2019 führen. 2017 gab es eine Ausschreibung für die Beschaffung eines einzelnen Systems, das zwei Fluggeräte und eine Bedieneinheit umfassen sollte, die im Jahr 2018 zugunsten der UMS Skeldar V-200 entschieden wurde. Im Vertrag seien darüber hinaus die Integration des Systems in die Korvetten, die Ausbildung des Bedienpersonals sowie ein Ersatzteilpaket enthalten. Das bestellte System, mittlerweile Sea Falcon genannt, wurde im August 2020 auf die Korvette Braunschweig eingeschifft. Im November 2021 wurden drei weitere Sea Falcon-Systeme bei der Elektroniksystem- und Logistik-GmbH (ESG) bestellt, die ab 2024 ausgeliefert werden sollen. Anfang Juli 2024 teilte das Verteidigungsministerium jedoch mit, dass das Projekt abgebrochen wurde, da vertraglich vereinbarte Meilensteine nicht erreicht worden seien.

### Bewaffnung
Neben der im Folgenden aufgeführten Hauptbewaffnung führen die Schiffe der Braunschweig-Klasse noch zwei Revolverkanonen MLG 27 zur Speedbootabwehr mit, hinzu kommen zwei MASS-Täuschkörperwerfer und eine Reihe von Handfeuerwaffen.

#### Seezielflugkörper

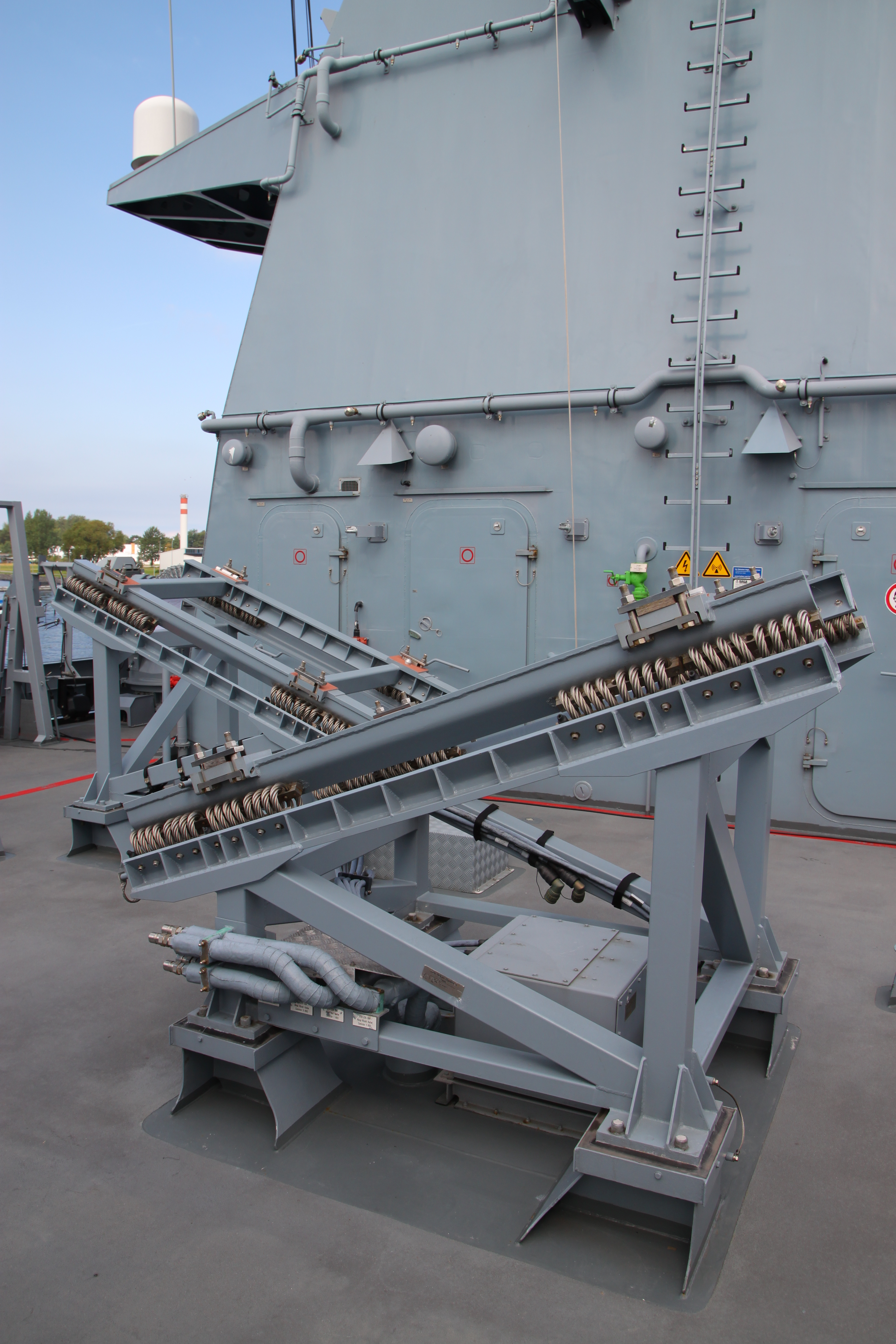
Leere Gestelle für die RBS15-Startbehälter

Vier schwere Seezielflugkörper des schwedisch-deutschen Typs RBS15 Mk3 bilden die Hauptbewaffnung einer Korvette. Sie werden mittschiffs in Startbehältern auf dem Deck angebracht. Die auch zur Bekämpfung von stationären Landzielen geeignete Fire-and-Forget-Waffe hat eine Reichweite von über 200 Kilometern und wird über einen aktiven Radarsucher sowie per GPS und ein Trägheitsnavigationssystem gesteuert.
Anfänglich war angedacht, den Flugkörper Polyphem auf den Booten unterzubringen. Mit 60 km Reichweite und Steuerung über ein faseroptisches Kabel wäre neben Wirkung auch Aufklärung möglich gewesen. Nach dem Ausstieg von Frankreich und Italien endete das Programm, da Deutschland nicht in der Lage war, Polyphem allein zur Serienreife zu führen. Da die Deutsche Marine ihre in die Jahre gekommene Flotte von Seezielflugkörpern vom Typ Exocet MM38 und RGM-84 Harpoon durch den RBS15 Mark 3 und Mark 4 ersetzen möchte, machte die Braunschweig-Klasse den Anfang.
Bei den ersten Schießversuchen des RBS15 Mk3 an Bord der Magdeburg Ende Mai 2013 vor Schweden versanken zwei Flugkörper mit Telemetrie-Sonden, statt eines Gefechtskopfes: die erste Rakete sofort, die zweite nach neuneinhalb Minuten planmäßigem Flug. Wegen der Produktionsfehler wurden die bestellten Flugkörper daraufhin auf Kosten des Herstellers nachgebessert. Die erneute Einsatzprüfung des Flugkörpers fand am 28. April 2015 auf der Magdeburg vor Schweden statt. Hier konnte der Flugkörper erfolgreich abgeschossen und ins Ziel gebracht werden. Die Korvetten werden daraufhin nach und nach mit der neuen Hauptbewaffnung ausgerüstet. Nach der Qualifizierung für den Einsatz gegen Seeziele ist der RBS15 seit Juni 2016 auch für die Bekämpfung von Landzielen freigegeben. 2015 verfügte die Marine über 25 Gefechts- und 4 Telemetrieflugkörper für ihre 5 Korvetten.
Als Zielvorgabe nennen Marineplaner die zusätzliche Ausrüstung jeder Korvette mit vier noch zu beschaffenden mittleren Seezielflugkörpern.

#### Geschützturm

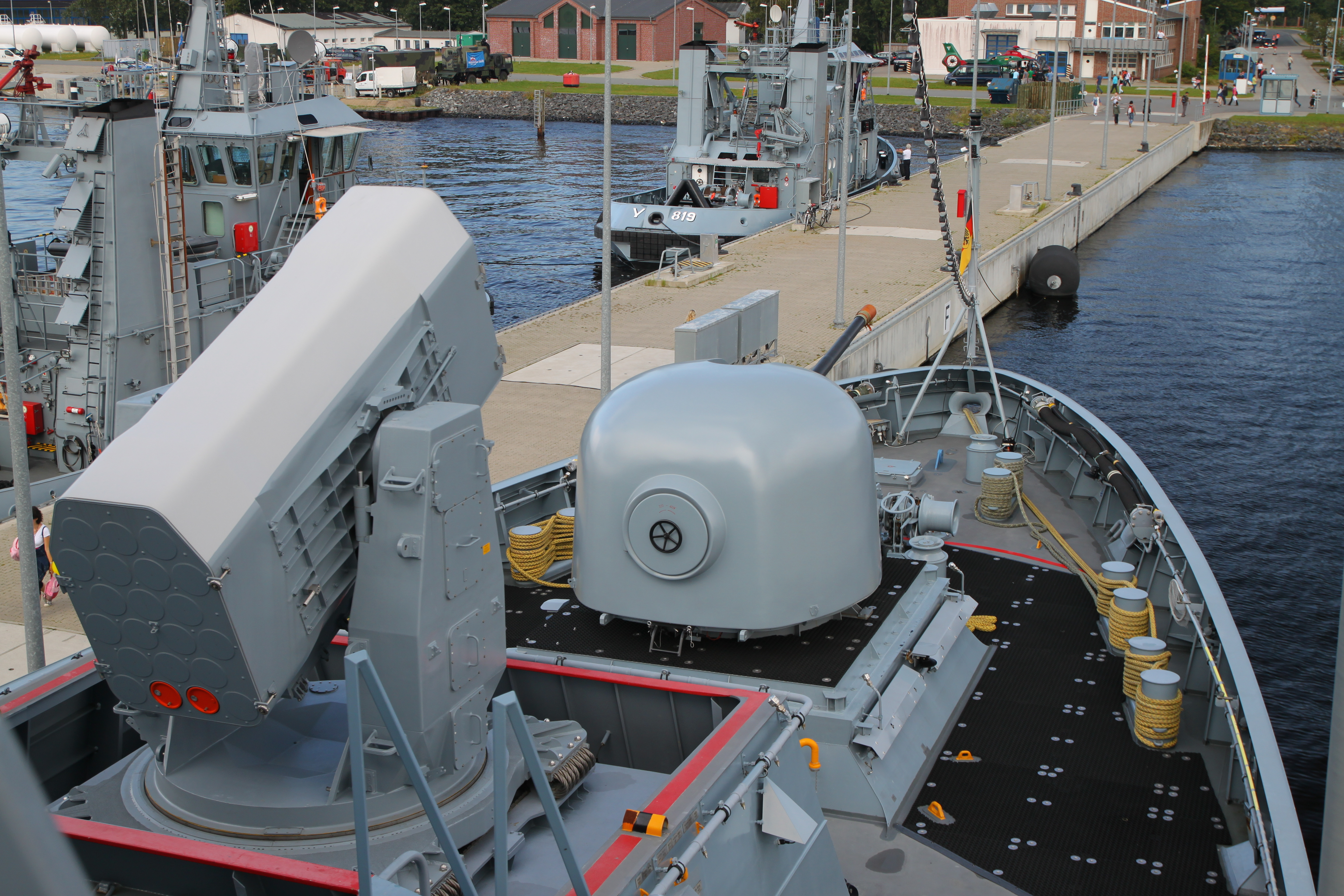
Vorschiff der Magdeburg mit vorderem RAM-Werfer (links) und Geschützturm

Das 76-mm-Geschütz von Oto Melara befindet sich auf dem Vorderdeck vor dem RAM-Werfer. Die Türme wurden von außer Dienst gestellten Schnellbooten übernommen. Die Waffe mit 62 Kaliberlängen verschießt eine breite Munitionspalette mit einer Kadenz von bis zu 85/min und einer Mündungsgeschwindigkeit von 925 m/s. Die effektive Reichweite gegen Seeziele beträgt 8000 m, gegen Luftziele bis zu 5000 m. Das Geschützrohr kann um 35°/s in der Elevation in einem Bereich von +85°/−15° bewegt werden. Die Drehgeschwindigkeit des Turmes beträgt 60°/s. Die Masse wird durch die Verwendung von Leichtmetall reduziert, das Gehäuse besteht aus GFK. Die kleine Mündungsbremse reduziert den Rückstoß um 35 %.
Das Geschütz arbeitet wie folgt: Unter Deck befindet sich ein Doppelbeladekranz mit einer Aufnahmekapazität von 70 Granaten, die durch die Drehbewegung der Beladeeinrichtung von dem äußeren in den inneren Kranz befördert werden. Auf der linken Seite befindet sich darüber eine Trommel mit 6 Schuss, die das Zwischenmagazin bildet. Dieses füttert eine Förderschnecke in der Drehachse des Turmes, die die Munition senkrecht nach oben führt. Oben angekommen, werden die Geschosse von zwei Ladehebeln entgegengenommen. Die Ladehebel schwenken alternierend (das heißt, wenn der eine sich nach oben bewegt, schwenkt der andere nach unten) hinter den Verschluss und setzen die Granate an. Fällt der Schuss und die Waffenanlage läuft zurück, fängt der Ladearm die ausgeworfene Hülse auf, und der andere setzt eine neue Granate beim Rückholen an. Die Hülsen werden nach vorn aus dem Geschützturm ausgeworfen. Als scharfe Munitionsart wurden Hochexplosivgeschosse mit Einschlags- oder Annäherungszünder beschafft.

#### Nahbereichsverteidigungssystem
Zur Nächstbereichsverteidigung der Korvette K130 dient das Lenkflugkörpersystem Rolling Airframe Missile (RAM). Die Schiffe verfügen über zwei drehbare RAM-Starter mit je 21 Zellen für RIM-116-Flugkörper, einer zwischen dem Geschützturm und der Brücke, der andere achtern vor dem Flugdeck. Hauptaufgabe ist das Abfangen feindlicher Seezielflugkörper. Die Braunschweig-Klasse verwendet erstmals den Flugkörper der Version Block 1B mit HAS-Mode, der durch ein Software-Update auch gegen Helikopter, Flugzeuge und Oberflächenziele eingesetzt werden kann. Die erweiterten Möglichkeiten der seit 2016 ausgelieferten Version Block 2 wird auf den Korvetten nachgerüstet.
Der Mach 3 schnelle RIM-116-Flugkörper basiert auf Komponenten der Luftabwehrraketen AIM-9 Sidewinder und FIM-92 Stinger. Die Zieldaten erhält er vor dem Abschuss vom Kampfsystem des Schiffs, anschließend verfolgt er das Ziel als Fire-and-Forget-Waffe selbstständig mit passiven Radar- und Infrarotsuchern. Als Reichweite werden bei den frühen Versionen 9 km genannt. Block 2 hat eine laut Hersteller um 50 % erhöhte Reichweite und eine deutlich bessere Agilität. Ein Starter kann verschiedene Versionen der Rakete verschießen.

#### Minenschienen
Bei Bedarf können auf dem Flugdeck vier Minenschienen aufgebaut und beladen werden, um die Korvette als Minenleger einzusetzen. Die Minenlege-Planungskapazität wird bereits im Combat Direction System (CDS) bereitgestellt. Welche Seeminen bereitgestellt werden können, ist nicht öffentlich bekannt, denkbar sind:

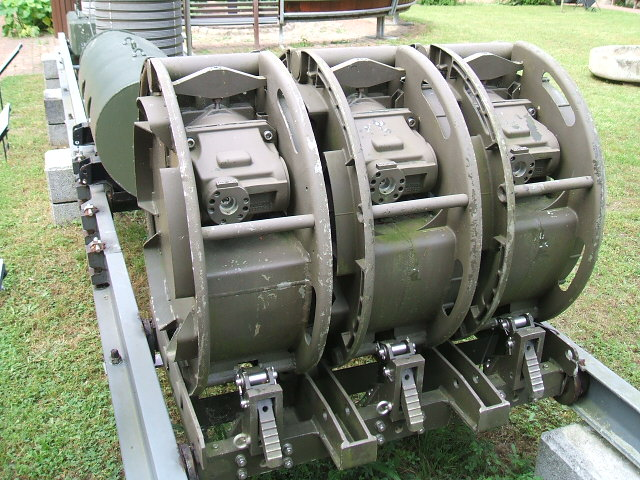
Drei Anti-Invasionsminen DM51 auf Minengleisen im Marinemuseum

- Ankertaumine DM11: Wurde auch auf den Schnellbooten verwendet. Die klassische Form einer stacheligen Kugel, mit einer Ankermasse, welche die Kugel mit 830 mm Durchmesser über ein Stahlseil im Wasser schweben lässt. Einsatztiefe bis 300 m, Kontakt- oder Fernzündung, 550 kg Sprengmasse. Eingeführt 1968.
- Grundmine DM41: Primär für den Einsatz durch U-Boote konzipiert, soll aber auch durch Überwasserschiffe ins Wasser verbracht werden können. Der Zylinder hat Abmessungen von 0,5 × 2,3 m. Die Gesamtmasse beträgt 770 kg, davon sind 535 kg Sprengkopfmasse. Kann durch Kontakt, Magnetismus, Akustik, Druck oder aus der Ferne gezündet werden. Die Mine ist amagnetisch.
- Grundmine DM51: Anti-Invasionsmine zur Zerstörung von Landungsbooten, wurde von 1982 bis 1990 produziert. Besitzt je nach Quelle einen akustischen oder magnetischen Zünder, kann aber auch ferngezündet werden. 0,7 m Durchmesser und 0,3 m Länge, Masse 110 kg, davon 60 kg Sprengstoff.
- Grundmine DM61: Modernstes Modell von Atlas Elektronik, produziert von 1990 bis 1993 für die Schnellbootflotte. Ein 750 kg schwerer, zylindrischer Körper (Durchmesser 0,6 m, Länge 2 m) mit Antisabotage- und Anti-Räum-Eigenschaften. Die Mine besitzt drei Sensoren: Akustisch, magnetisch und hydrodynamisch (Druck). Ein Mikroprozessor verwendet die Kanäle entweder einzeln, oder fusioniert die Informationen der Sensoren. Die Mine enthält eine Datenbank mit Schiffssignaturen, angepasst an die lokale Umgebung, um nur bestimmte Ziele anzugreifen. Die Mine schätzt die Entfernung zum Ziel, und explodiert in optimaler Entfernung. Eine Aufklärungsvariante der Mine kann dazu verwendet werden, Signaturen von potentiellen Zielen zu sammeln. Die Datenverarbeitung filtert dabei störende Umgebungseffekte wie den Tidenhub heraus. Das Programm des Mikroprozessors ist dabei in Echtzeitdaten (Signalverarbeitung, Betriebssystem) und Missionsdaten (bevorzugte Ziele, Sensorkombination, Verzögerung bis zum Scharfstellen, Schiffszähler usw.) unterteilt. Die Mine benötigt etwa alle vier Jahre eine Inspektion, dabei werden neue Daten (z. B. Zielbibliotheken) ausgetauscht.

### Allgemein

#### Signatur und Standkraft

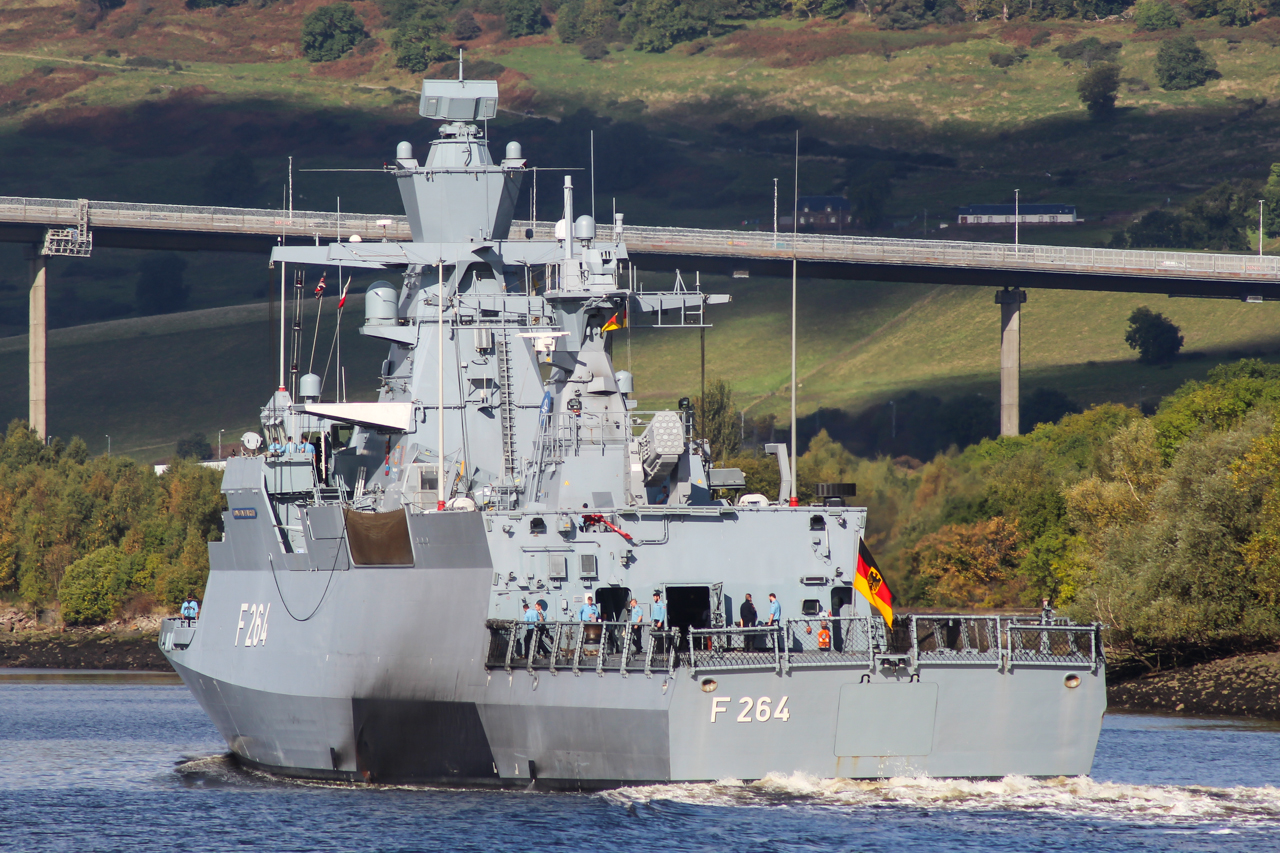
Die Ludwigshafen am Rhein mit schwarz lackierten Flächen beim Abgasaustritt über der Wasserlinie

Die Korvetten der Klasse K130 basieren auf dem MEKO-A-Entwurf. Es wurden Mast- und Waffenmodule sowie in der Operationszentrale (OPZ) und im OPZ-Geräteraum Palettensysteme eingerüstet. Die Modularisierung ist für K130 um das Modulare Fundamentierungssystem (MFS) erweitert worden, das besonders flach baut und dort eingesetzt wird, wo nicht genügend Platz bzw. Raumhöhe zum Einbau kompletter Palettenmodule zur Verfügung steht.
Da die Aktivitäten der Korvette ein unentdecktes Vorgehen erfordern, wurde bei der Braunschweig-Klasse besonderer Wert auf kleine Signaturen gelegt. Zur Reduzierung der Radarsignatur wurden die Oberflächen, besonders an den Bootsseiten, in unterschiedlichen Winkeln angestellt. Diese X-Form in Kombination mit einer Reihe weiterer Maßnahmen bewirkt eine signifikante Reduzierung und Streuung des Radarechos über den gesamten Seiten- und Höhenwinkelbereich. Obwohl die Verdrängung der K130 fast fünfmal größer ist als die der Schnellboote der Gepard-Klasse, ist der Radarquerschnitt kleiner. Um die IR-Signatur zu reduzieren, wird Seewasser in die horizontal zu den Bootsseiten geführten Abgasleitungen der Dieselmotoren eingespritzt, welche dicht über dem Wasser liegen. Dadurch wird die Temperatur der Abgase auf einen bisher durch Luftkühlung nicht erreichbaren Wert abgesenkt.
Die gesamte Schiffstechnik wird wie bei den Sachsen-Klasse-Fregatten durch ein Integrated Monitoring and Control System (IMCS) mit über 7000 Messpunkten überwacht und gesteuert. Mit Notebooks können an verschiedenen Stellen des Schiffs die IMCS-Funktionalitäten überwacht und gesteuert werden. Eine Lichtwellenleiterverbindung sorgt im Hafen für eine Fernüberwachung und Fernsteuerung von bis zu drei weiteren Korvetten. Dadurch kann im Hafen das Wachpersonal reduziert werden. Die Korvette besitzt zwei Schiffssicherungsbereiche. Zur Führung des inneren Gefechts ist im IMCS ein Battle Damage Control System (BDCS) integriert. Die Lecklenz- und Feuerlöschsysteme können aus dem schiffstechnischen Leitstand oder über das IMCS von Gruppenständen bzw. per Notebook aus fernbedient werden. Zur fernauslösbaren Brandbekämpfung gibt es beispielsweise in den Maschinenräumen eine fest installierte Druckwasserschaumsprühanlage.
Das Intranet K130, als redundantes, schiffsweites Fast-Ethernet-Netzwerk, befähigt über moderne Firewalls und Gateways zum Datenaustausch zwischen einzelnen Teilbereichen der Schiffstechnik, Kommunikation, Einsatzsystem, Logistik und Administration. Über das Intranet werden Grafiken, E-Mails, Lagerbestände oder der Status von Anlagen und Geräten bereitgestellt.

#### Antriebsanlage

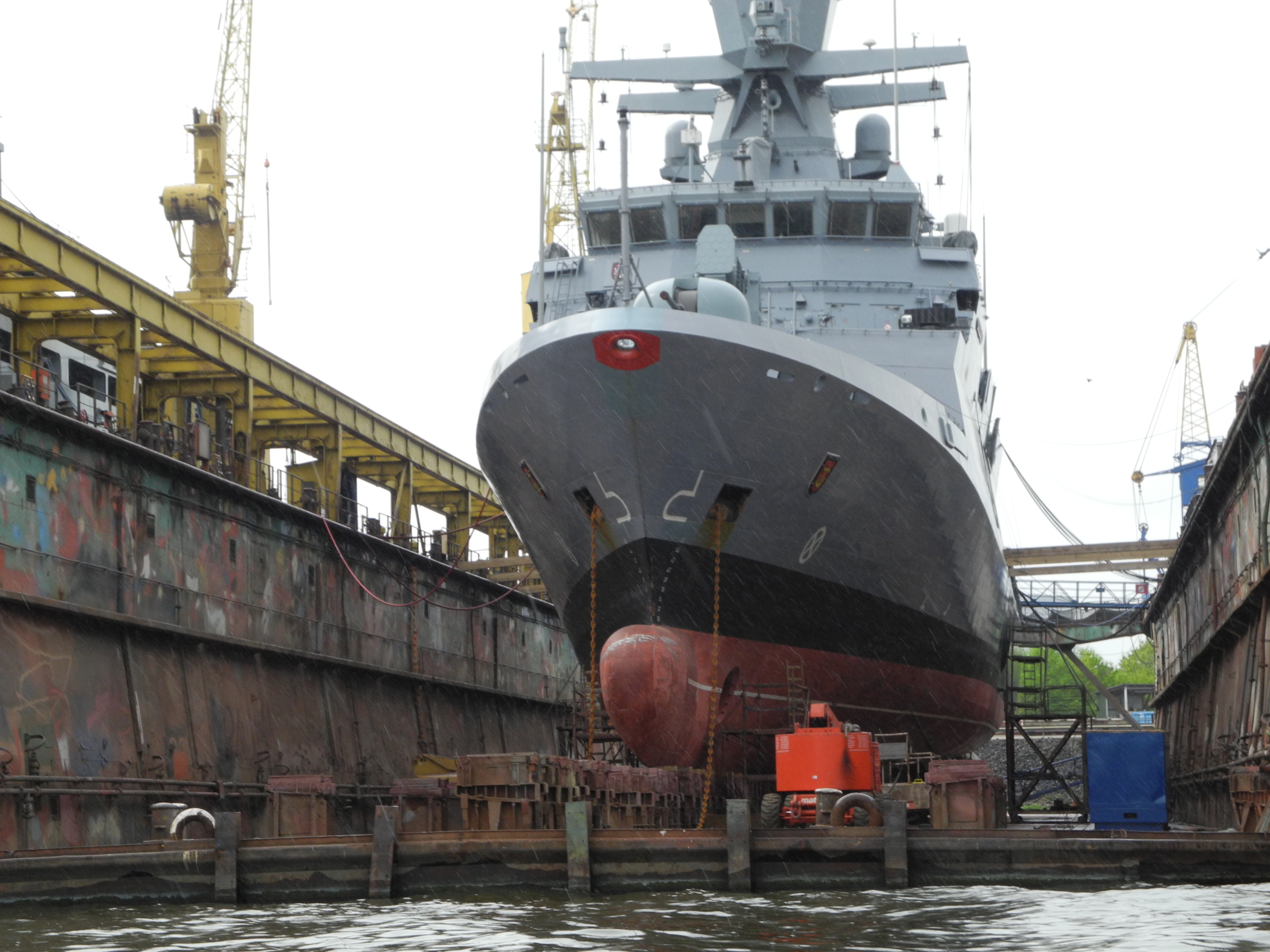
Wulstbug der Ludwigshafen am Rhein

Die zwei Antriebsdieselmotoren mit einer Leistung von je 7.400 kW von MTU vom Typ 1163 TB93 V20 wirken auf ein Sammelgetriebe. Von dort wird die Leistung auf die beiden Wellen mit Verstellpropeller verteilt. Jeder Motor kann damit für sich alleine das Schiff antreiben, ohne dass der andere laufen müsste. Arbeiten beide Maschinen, steht eine Gesamtleistung von 14.800 kW zur Verfügung. Jeder Schiffsdiesel hat eine Länge von 5,6 m, eine Breite von 1,9 m, eine Höhe von 2,9 m und eine Trockenmasse von 24,4 Tonnen. Der Diesel nutzt die 232,7 Liter Hubraum im Miller-Kreisprozess. Dabei schließt das Ansaugventil, bevor der Kolben den unteren Totpunkt erreicht, sodass anschließend das angesaugte Gas leicht expandiert und abkühlt, bevor die Common-Rail-Einspritzung den Kraftstoff in die Brennräume presst. Dieses Prinzip senkt die Stickoxid-Emissionen. Bei 1325/min wird die Maximalleistung abgegeben. Ob die akustische Signatur der Dieselmotoren reduziert wurde, ist unbekannt. Der Hersteller bietet eine einfache und doppelt elastische Lagerung an.
Das Sammelgetriebe war Anfangs eine der Schwachstellen des Antriebsstranges: Schon bei ersten Probefahrten des Typschiffs Braunschweig brach eine Antriebswelle, im Frühjahr kam es zu einem Getriebeschaden. Die Getriebe stammen vom Schweizer Hersteller MAAG, der sich auf einen (mittlerweile insolventen) Unterlieferanten in Polen stützte. Folglich war eine Reparatur der Antriebsanlagen nötig, welche die Schiffe in die Werften zwang. Zudem zeigten sich bei einigen Korvetten Schäden an den Kupplungen, die zu reparieren waren.
Die Korvetten sollen noch 15 Knoten Fahrt bei Seegang 5 und Beaufort 12 erreichen können. Mit einem der beiden Schiffsdiesel können in ruhiger See 20 Knoten erreicht werden. Die Höchstgeschwindigkeit wird mit über 26 Knoten angegeben. Die Reichweite wird je nach Quelle mit 4000 sm bei 15 kn, oder 2500 sm bei 15 kn angegeben. Durch eine Doppelruderanlage, die zur Stabilisierung des Schiffs mit einer Ruder-Roll-Stabilisierungsanlage versehen ist, ist der Flugbetrieb bis Seegang 5 möglich. Zusätzlich wurden alle fünf Korvetten zur Erhöhung der Manövrierfähigkeit mit Querstrahlsteueranlagen nachgerüstet. Die E-Anlage, bestehend aus vier E-Aggregaten mit je 550 kW Generator-Leistung, ist mit Blick auf Betrieb, Regelung und Überwachung weitgehend automatisiert und erzielt eine 100-prozentige Energieredundanz. Die Korvetten sind zur Seeversorgung befähigt.

#### Hubschrauberdeck und Minendeck

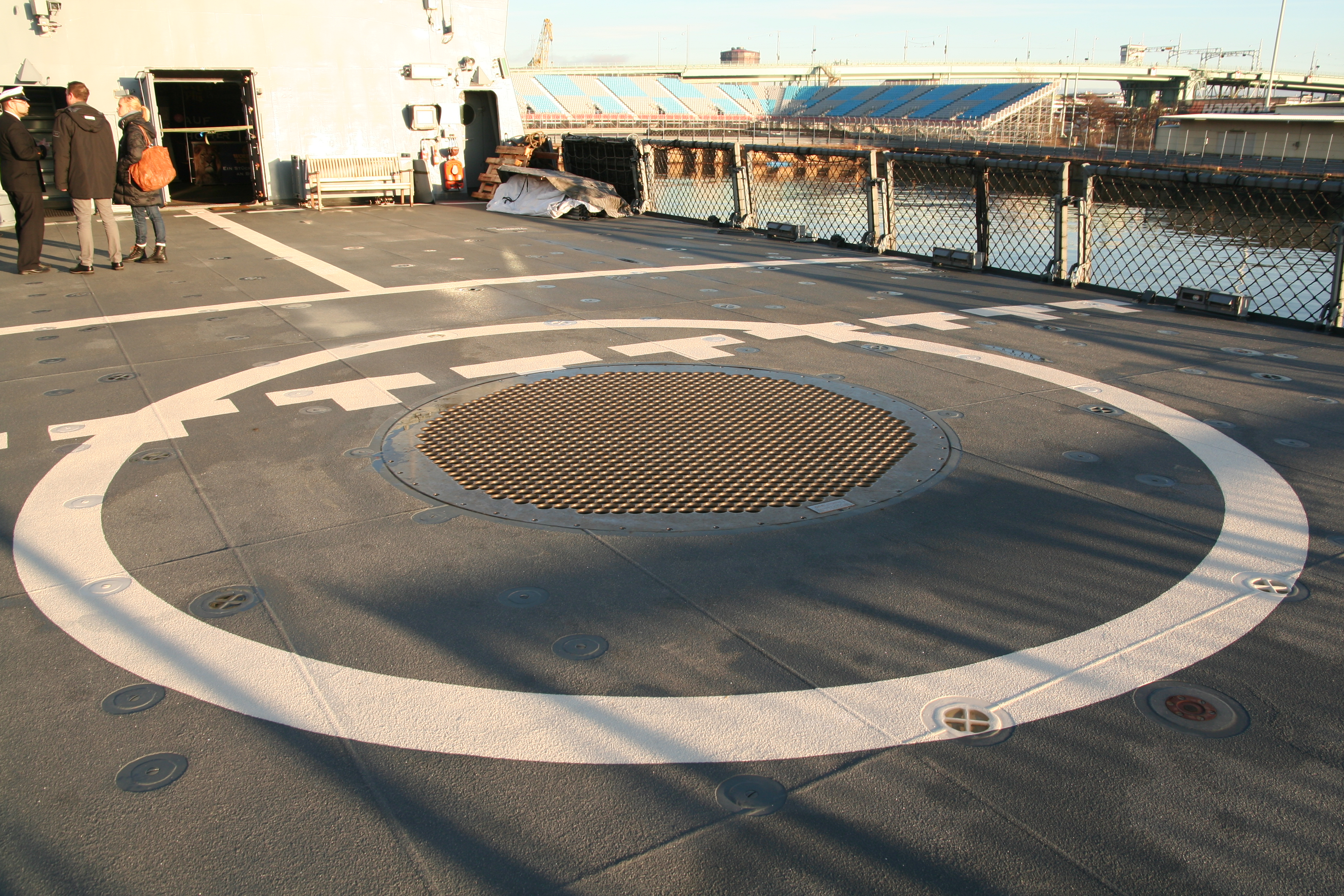
Hubschrauberdeck der Braunschweig mit Landegitter und geöffnetem Hangartor

Der Hubschrauberlandeplatz am Heck ist 24 m lang und 12,6 m breit. Er ist für die Landung eines Hubschraubers der 12-t-Klasse wie Westland Lynx oder NH90 ausgelegt. Der Hangar kann keine Hubschrauber aufnehmen, sondern ist nur für die Aufnahme ferngelenkter Aufklärungsdrohnen ausgelegt. Das Landedeck dient außerdem als Reservedeck für Hubschrauber anderer Schiffe, die an Bord betankt werden können, und zur Aufnahme von Seeminen auf montierbaren Minenschienen.

## Einheiten
Zunächst wurde ein erstes Baulos aus fünf Einheiten für 1,2 Mrd. Euro beschafft, der Durchschnittspreis der Schiffe des ersten Loses betrug 240 Millionen Euro.
Das zweite Baulos wurde 2018 für etwa 2 Mrd. Euro bestellt, womit der Preis pro Einheit bei ca. 400 Millionen Euro liegt.
Das Vergabeverfahren für ein 3. Baulos (Boot 11) wurde wegen technischen und finanziellen Gründen aufgehoben.
Die Schiffe des ersten Bauloses sind dem 1. Korvettengeschwader unterstellt.
| Kennung   | Name                  | Rufzeichen | Bauwerft                                                                       | Kiellegung                              | Stapellauf         | Indienststellung   | Heimathafen |
| 1. Baulos | 1. Baulos             | 1. Baulos  | 1. Baulos                                                                      | 1. Baulos                               | 1. Baulos          | 1. Baulos          | 1. Baulos   |
| --------- | --------------------- | ---------- | ------------------------------------------------------------------------------ | --------------------------------------- | ------------------ | ------------------ | ----------- |
| F 260     | Braunschweig          | DRBA       | Blohm + Voss, Hamburg                                                          | 1. Dezember 2004                        | 19. April 2006     | 16. April 2008     | Warnemünde  |
| F 261     | Magdeburg             | DRBB       | Lürssen-Werft, Bremen                                                          | 19. Mai 2005                            | 6. September 2006  | 22. September 2008 | Warnemünde  |
| F 262     | Erfurt                | DRBC       | Nordseewerke GmbH, Emden                                                       | 22. September 2005                      | 29. März 2007      | 28. Februar 2013   | Warnemünde  |
| F 263     | Oldenburg             | DRBD       | Blohm + Voss, Hamburg                                                          | 19. Januar 2006                         | 28. Juni 2007      | 21. Januar 2013    | Warnemünde  |
| F 264     | Ludwigshafen am Rhein | DRBE       | Lürssen-Werft, Bremen                                                          | 14. April 2006                          | 26. September 2007 | 21. März 2013      | Warnemünde  |
| 2. Baulos |                       |            |                                                                                |                                         |                    |                    |             |
| F 265     | Köln                  |            | ARGE K130 (NVL Group, Thyssenkrupp Marine Systems und German Naval Yards Kiel) | 25. April 2019, getauft am 4. Mai 2022  |                    | vsl. 2025          | Warnemünde  |
| F 266     | Emden                 |            | ARGE K130 (NVL Group, Thyssenkrupp Marine Systems und German Naval Yards Kiel) | 30. Januar 2020, getauft am 4. Mai 2023 | 17. August 2021    |                    | Warnemünde  |
| F 267     | Karlsruhe             |            | ARGE K130 (NVL Group, Thyssenkrupp Marine Systems und German Naval Yards Kiel) | 6. Oktober 2020, getauft am 7. Mai 2024 |                    |                    | Warnemünde  |
| F 268     | Augsburg              |            | ARGE K130 (NVL Group, Thyssenkrupp Marine Systems und German Naval Yards Kiel) | 13. Juli 2021, getauft am 8. Mai 2025   |                    |                    | Warnemünde  |
| F 269     | Lübeck                |            | ARGE K130 (NVL Group, Thyssenkrupp Marine Systems und German Naval Yards Kiel) | 15. März 2022                           |                    |                    | Warnemünde  |

## Kommandanten
Die Korvetten hatten zunächst feste Besatzungen. Zum 1. Oktober 2014 wurde das Mehrbesatzungskonzept für diese Klasse eingeführt. Sechs Besatzungen (Alpha bis Foxtrot) rotieren unabhängig von der Einheit durch die verschiedenen Phasen von Ausbildung, Übung und Einsatz.
|    | Korvette Braunschweig                               | Korvette Magdeburg                              | Korvette Erfurt                                         | Korvette Oldenburg                                          | Korvette Ludwigshafen am Rhein                                  |
| -- | --------------------------------------------------- | ----------------------------------------------- | ------------------------------------------------------- | ----------------------------------------------------------- | --------------------------------------------------------------- |
| 1. | FKpt Axel Herbst April 2006 – Februar 2010          | FKpt Jörg Feldhusen September 2006 – April 2010 | FKpt Stefan Gröller 2007 – 23. September 2010           | FKpt Carsten Duer (Schiffsführer) Juni 2007 – November 2010 | FKpt Gerald Heuer (Schiffsführer) September 2007 – Oktober 2010 |
| 2. | KKpt Boris Bollow Februar 2010 – 30. September 2013 | KKpt Björn Baggesen April 2010 – 28. Juni 2012  | KKpt Stefan Schulz 1. November 2010 – 28. November 2011 | KKpt Hilko Klöver November 2010 – Juni 2014                 | FKpt Lars Hirland Oktober 2010 – Juni 2013                      |
| 3. | KKpt Stefan Böhlicke 30. September 2013 –           | FKpt Torben Steinweller 28. Juni 2012 –         | FKpt Björn Weyer 28. November 2011 – 30. September 2014 | FKpt Thomas Klitzsch 28. Juni 2014 –                        | KKpt Marco Köster Juni 2013 –                                   |

|    | Besatzung Alpha                                                  | Besatzung Bravo                                                   | Besatzung Charlie                                         | Besatzung Delta                                                  | Besatzung Echo                                                  | Besatzung Foxtrot                    |
| -- | ---------------------------------------------------------------- | ----------------------------------------------------------------- | --------------------------------------------------------- | ---------------------------------------------------------------- | --------------------------------------------------------------- | ------------------------------------ |
| 1. | KKpt Stefan Böhlicke – 2. Oktober 2015                           | FKpt Torben Steinweller – 2. Oktober 2014                         | KKpt Robert Schmidt 1. Oktober 2014 – 8. Januar 2018      | FKpt Thomas Klitzsch – 27. Februar 2017                          | KKpt Marco Köster – November 2016                               | FKpt Alexander Horn 9. November 2020 |
| 2. | KKpt / FKpt Ronny Bergner 2. Oktober 2015 – 2. Oktober 2019      | KKpt Andreas Kaspar 2. Oktober 2014 – 10. Dezember 2015           | FKpt Alexander Dubnitzki 8. Januar 2018 – 13. August 2020 | KKpt / FKpt Thorsten Vögler 27. Februar 2017 – 10. Dezember 2020 | KKpt / FKpt Stephan Lukaszyk November 2016 – 22. September 2019 |                                      |
| 3. | KKpt / FKpt Christian Heger 2. Oktober 2019 – 27. September 2021 | FKpt Rüdiger Fitz 10. Dezember 2015 – 6. September 2018           | KKpt Pascal Störk 13. August 2020 – 28. Juli 2022         | FKpt Axel Burmeister 10. Dezember 2020 – 12. Juni 2023           | FKpt Thorsten Schäfer 22. September 2019 – 23. Februar 2022     |                                      |
| 4. | KKpt Markus Schwefer 27. September 2021 –                        | KKpt / FKpt Philipp Wohlrab 6. September 2018 – 18. November 2021 | KKpt Christian Rodust 28. Juli 2022 –                     | FKpt Max Berger 12. Juni 2023 –                                  | KKpt / FKpt Fabian Dohnke 23. Februar 2022                      |                                      |
| 5. |                                                                  | KKpt / FKpt Bianca Seifert 18. November 2021 – 29. September 2023 |                                                           |                                                                  |                                                                 |                                      |
| 6. |                                                                  | KKpt Benjamin Bachmann 29. September 2023 –                       |                                                           |                                                                  |                                                                 |                                      |